# Lewis Martin (Fußballspieler)
Lewis Martin (* 8. April 1996 in Falkirk) ist ein schottischer Fußballspieler, der bei den Kelty Hearts  unter Vertrag steht.

## Karriere

### Verein
Lewis Martin wurde in Falkirk geboren und begann seine Fußballkarriere im Stadtteil Bonnybridge. Danach spielte er in der Jugendakademie der Glasgow Rangers, die er im Alter von 16 Jahren verließ, und wechselte daraufhin zu seinem aktuellen Verein Dunfermline Athletic. Er gab sein Debüt in der ersten Mannschaft des Vereins in der Saison 2012/13 im Zweitligaspiel gegen Greenock Morton als Einwechselspieler. Nachdem der Verein in die dritte Liga abgestiegen war, kam Martin ab Dezember 2013 regelmäßig in Dunfermline zum Einsatz. Im Mai 2014 gelang ihm gegen seinen früheren Jugendverein, den Rangers sein erstes Tor im Profibereich, als er bei einem 1:1 traf. Hinter den Rangers wurde das Team Vizemeister in der Drittligasaison 2013/14. In den Play-offs um den Aufstieg scheiterte man gegen die Raith Rovers. Zwei Jahre später gelang Martin mit den „Pars“ der Aufstieg als Meister zurück in Liga zwei. Seither kommt er eine Spielklasse höher ebenmäßig auf seine Einsatzminuten.

### Nationalmannschaft
Lewis Martin spielte im Jahr 2014 viermal in der schottischen U19-Nationalmannschaft. Sein Debüt gab er am 12. August 2014 bei einer 0:2-Niederlage gegen Belgien in Tubize.